# Kraan
Kraan ist eine deutsche Jazzrock-Band, die in den 1970er und 1980er Jahren zu den bekanntesten Vertretern des Genres in Deutschland gehörte. Ihr musikalisches Verdienst ist die Mischung von Jazz und Rock mit orientalischen und asiatischen Klängen.

## Geschichte
Kraan formierten sich 1970 in Ulm. Zuvor hatten die Brüder Peter Wolbrandt (* 29. Oktober 1949 in Krefeld) und Jan Fride (* 8. März 1952 in Düsseldorf) in diversen Jazzbands gespielt und konnten 1968 Hellmut Hattler (* 12. April 1952 in Ulm) überzeugen, mit ihnen die Band Inzest zu gründen. Johannes „Alto“ Pappert (Saxophon) war zu dieser Zeit mit einer Soul-Rockband unterwegs und stieß, auf der Suche nach neuen musikalischen Herausforderungen, 1971 dazu.
P. Wolbrandt hatte in Berlin ein Grafikstudium begonnen, J. Fride war für Fotografie eingeschrieben und Hattler stand kurz vor dem Abitur, als sich allen die Frage stellte, wie es mit der Musik weiter gehen sollte: Hobby oder Beruf. Vier Wochen vor der Abiturprüfung stellte Hattler alle schulischen Anstrengungen ein, P. Wolbrandt gab sein Grafik- und J. Fride sein Fotostudium auf, und aus der Hobbyband Inzest entstand „Kraan“. Es wurden Musik- und Stilrichtungen genommen, vermischt, verändert und neu gespielt. Aus den weit gefächerten musikalischen Interessen aller Bandmitglieder – mit orientalischen Klängen, jazzigen Läufen und harten Beats – entstand ein zu dieser Zeit neuer Klang, der später das Etikett Jazzrock erhalten sollte.
Erste Konzerte stießen auf Interesse, und die Band beschloss, ihre Verbindungen in Berlin, unter anderem zu den Musikern von Karthago und zu einem Tonstudio, für gemeinsame Sitzungen und erste Aufnahmen zu nutzen. Nach einem halben Jahr und einigen wenigen, aber erfolgreichen Auftritten, kam es zu einer ersten Krise, und Hattler nahm das Angebot der schwäbischen Band Erna Schmidt in Norddeutschland an. Schnell stellte sich heraus, dass er seine musikalischen Vorstellungen hier nicht verwirklichen konnte, und er holte den Rest der Gruppe nach. Eine Fusion der beiden Bands war geplant. Das Projekt überlebte das Heimweh der Schwäbisch Gmünder Musiker und das Jahresende nicht; Kraan wurde neu gegründet.
Auf der Suche nach einem neuen Domizil wurde man bei Graf Metternich fündig. Er stellte sein Gut Wintrup im Teutoburger Wald zur Verfügung. Die einsame Lage in einem Tal machte Proben rund um die Uhr möglich. Von den früheren Bewohnern war der Manager Walter Holzbaur verblieben, der sich umgehend an die Vermarktung der Band machte. Ein erstes Konzert in Detmold verlief für die Band vor über 400 Zuschauern erfolgreich. Weitere Konzerte folgten und am Ende des Jahres 1972 dann auch die erste Schallplatte, die in zwei Tagen aufgenommen, an einem Tag gemixt und nicht allzu lange später erfolgreich an Intercord verkauft wurde. Sie erhielt gute Kritiken und es folgte eine erste Tournee durch Deutschland, Ausflüge in die Schweiz und die Niederlande.
Auf der Bühne überzeugte die Band vor allem durch ihre Spielfreude und musikalische Professionalität. Das dritte Album Andy Nogger verkaufte sich 120.000 Mal. Das Werk erschien in Österreich, der Schweiz, den Niederlanden, Nordamerika, Australien, Großbritannien und Skandinavien. Bereits vier Wochen nach Veröffentlichung in Amerika rangierte das Album auf Platz 9 der meistgespielten LPs aller US-Sender; für den Musikexpress war es die „Platte des Jahres“.
Im Oktober 1974 hatte Conny Plank bei Konzerten im Berliner Quartier Latin die Aufnahmen für das Doppelalbum Kraan Live mitgeschnitten. Es  erhielt gute Kritiken und gilt als eines der herausragenden Jazzrock-Alben jener Tage. Ein neuer Mann, Ingo Bischof (Keyboard) spielte bereits nebenbei mit und wurde 1975 offizielles Mitglied.

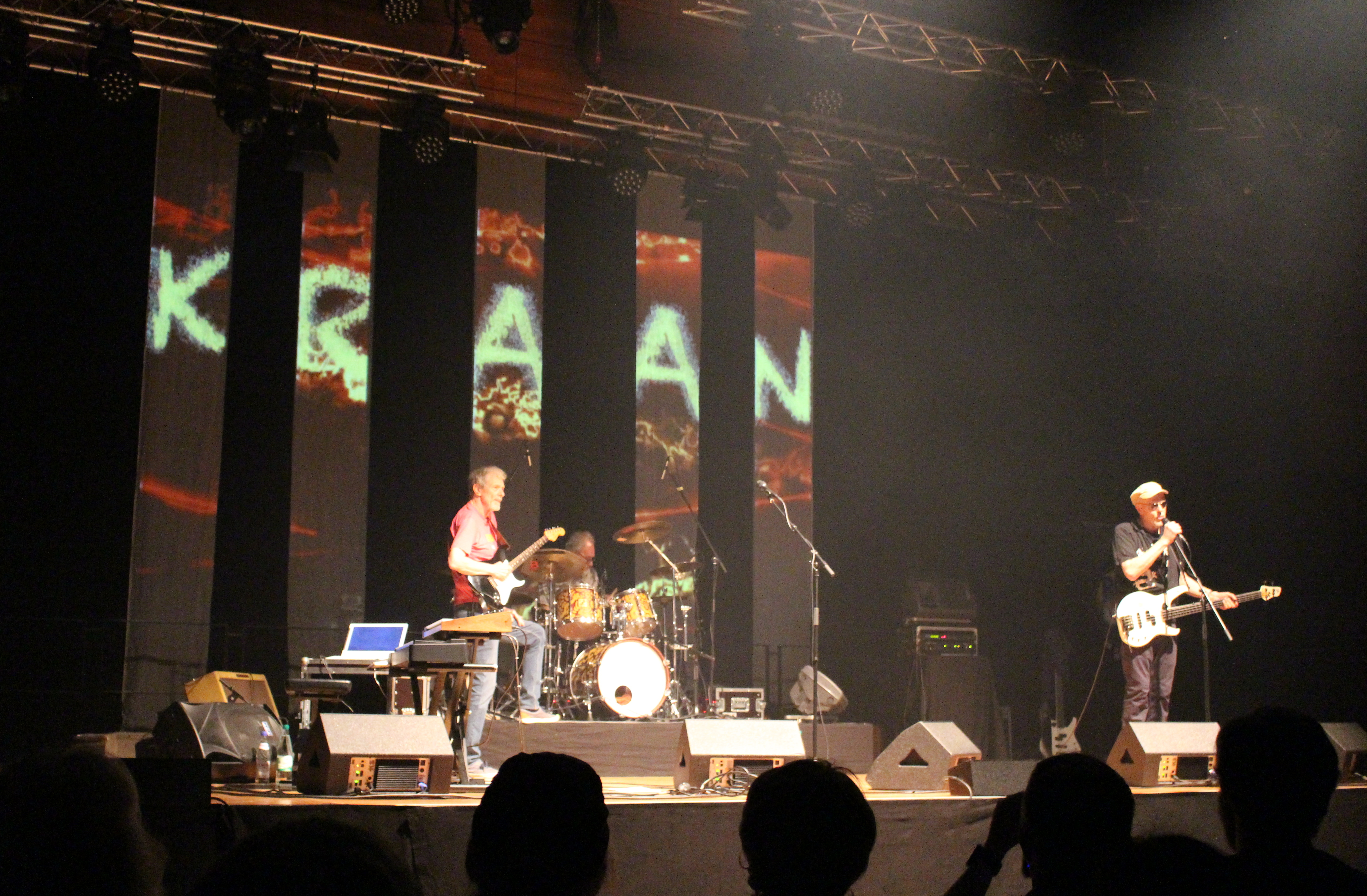
Kraan während eines Konzerts in Worms (2023)

Doch es begannen wieder Spannungen unter den Musikern. Bischof stieg Anfang 1976 und Pappert im Spätsommer desselben Jahres aus. 1977 ging die Band nochmals mit Bischof auf Tournee, brachte eine Platte heraus, löste sich dann aber auf, nachdem auch Hattler wieder nach Ulm gezogen war. Es folgten erste Solo-Projekte, aber ein Comeback ließ nicht lange auf sich warten. Ende 1978 erschien eine neue Platte mit Hattler, P. Wolbrandt, Bischof und Udo Dahmen am Schlagzeug. Für den 1979 entstandenen Film Warum die UFOs unseren Salat klauen lieferte Kraan die Musik. Bis 1983 spielte Kraan unter wechselnder Besetzung. Von 1984 bis 1987 war wieder Pause, bevor Hattler, Wolbrandt und Fride und Joo Kraus ein neues Comeback starteten. Kraus und Hattler verstanden sich auf Anhieb so gut, dass sich 1990 Kraan zum dritten Mal trennte und Hattler und Kraus als Duo Tab Two gemeinsam auftraten.
2000 dann, nach fast 20 Jahren Abstinenz in der Kombination Hattler, Wolbrandt und Fride und Bischof und 10 Jahren Kraan-Abstinenz, gelang ein erneutes Comeback mit einem Konzert in Ulm. 2001, zum dreißigjährigen Bestehen, folgte eine ausgedehnte Tournee und ein neues Live-Album. 2003 erschien das Kraan-Album Through, am 23. März 2007 dann das Album Psychedelic Man (letzteres bei EMI auf dem Harvest-Label, auf dem bereits die Alben Wiederhören, Flyday und Tournee veröffentlicht worden waren). Im März 2010 erschien das Album Diamonds.
Am 9. November 2013 gab die Band ihr Abschiedskonzert in Neuss. Schon eine Woche später verkündeten die Musiker über Facebook ein Konzert auf dem Burg-Herzberg-Festival 2014 und dem Finki Open Air 2014 in Finkenbach (Oberzent) im Odenwald. 2019 starb Ingo Bischof.
Ende 2020 wurde zum Bandjubiläum ein neues Studioalbum mit dem Titel Sandglass veröffentlicht. Am 13. August 2022 hatte Kraan auf dem Finkenbach-Festival einen Auftritt, bei dem auch Stücke aus dem jüngsten Album Sandglass vorgestellt wurden. Auf dem 2023 veröffentlichten Album Zoup wirkte auch das Gründungsmitglied Pappert mit und es sind musikalische Beiträge des verstorbenen Bandmitglieds Ingo Bischof enthalten. Mit dem Album Aladin Tapes wurde eine Live-Aufnahme im Bremer Kultclub "Aladin" aus dem Jahr 1980 veröffentlicht; enthalten sind die beiden bisher unbekannten Stücke „Berg und Tal“ und „She‘s Gone“.

## Mitgliederübersicht
Die von nicht unerheblichen Wechseln geprägte Bandgeschichte von Kraan um den „harten Kern“ - bestehend aus Hellmut Hattler, Peter Wolbrandt und Jan Fride (Wolbrandt) - ist nachfolgend anhand der Besetzungen dargestellt.
| Funktion in der Band | Album und Jahr        | Album und Jahr        | Album und Jahr        | Album und Jahr        | Album und Jahr               | Album und Jahr        | Album und Jahr        | Album und Jahr  | Album und Jahr  | Album und Jahr      | Album und Jahr    | Album und Jahr  | Album und Jahr        | Album und Jahr              | Album und Jahr        | Album und Jahr        | Album und Jahr        | Album und Jahr        | Album und Jahr                     | Album und Jahr         | Album und Jahr        | Album und Jahr        | Album und Jahr                  | Album und Jahr        | Album und Jahr        |
| Funktion in der Band | Kraan (1972)          | Wintrup (1973)        | Andy Nogger (1974)    | Kraan Live (1975)     | Porta Westfalica 1975 (2023) | Let it out (1975)     | Wiederhören (1977)    | Flyday (1978)   | Tournee (1980)  | Aladin Tapes (1980) | Nachtfahrt (1982) | X (1983)        | Live 88 (1988)        | Dancing in the Shade (1989) | Soul of Stone (1991)  | Live 2001 (2001)      | Berliner Ring (2002)  | Through (2003)        | Live at Finkenbach Festival (2005) | Psychedelic Man (2007) | Diamonds (2010)       | The Trio Years (2018) | The Trio Years - Zugabe! (2019) | Sandglass (2020)      | Zoup (2023)           |
| -------------------- | --------------------- | --------------------- | --------------------- | --------------------- | ---------------------------- | --------------------- | --------------------- | --------------- | --------------- | ------------------- | ----------------- | --------------- | --------------------- | --------------------------- | --------------------- | --------------------- | --------------------- | --------------------- | ---------------------------------- | ---------------------- | --------------------- | --------------------- | ------------------------------- | --------------------- | --------------------- |
| Gesang/Bass          | Hellmut Hattler       | Hellmut Hattler       | Hellmut Hattler       | Hellmut Hattler       | Hellmut Hattler              | Hellmut Hattler       | Hellmut Hattler       | Hellmut Hattler | Hellmut Hattler | Hellmut Hattler     | Hellmut Hattler   | Hellmut Hattler | Hellmut Hattler       | Hellmut Hattler             | Hellmut Hattler       | Hellmut Hattler       | Hellmut Hattler       | Hellmut Hattler       | Hellmut Hattler                    | Hellmut Hattler        | Hellmut Hattler       | Hellmut Hattler       | Hellmut Hattler                 | Hellmut Hattler       | Hellmut Hattler       |
| Gesang/E-Gitarre     | Peter Wolbrandt       | Peter Wolbrandt       | Peter Wolbrandt       | Peter Wolbrandt       | Peter Wolbrandt              | Peter Wolbrandt       | Peter Wolbrandt       | Peter Wolbrandt | Peter Wolbrandt | Peter Wolbrandt     | Peter Wolbrandt   |                 | Peter Wolbrandt       | Peter Wolbrandt             | Peter Wolbrandt       | Peter Wolbrandt       | Peter Wolbrandt       | Peter Wolbrandt       | Peter Wolbrandt                    | Peter Wolbrandt        | Peter Wolbrandt       | Peter Wolbrandt       | Peter Wolbrandt                 | Peter Wolbrandt       | Peter Wolbrandt       |
| Schlagzeug           | Jan Fride (Wolbrandt) | Jan Fride (Wolbrandt) | Jan Fride (Wolbrandt) | Jan Fride (Wolbrandt) | Jan Fride (Wolbrandt)        | Jan Fride (Wolbrandt) | Jan Fride (Wolbrandt) |                 |                 |                     |                   |                 | Jan Fride (Wolbrandt) | Jan Fride (Wolbrandt)       | Jan Fride (Wolbrandt) | Jan Fride (Wolbrandt) | Jan Fride (Wolbrandt) | Jan Fride (Wolbrandt) | Jan Fride (Wolbrandt)              | Jan Fride (Wolbrandt)  | Jan Fride (Wolbrandt) | Jan Fride (Wolbrandt) | Jan Fride (Wolbrandt)           | Jan Fride (Wolbrandt) | Jan Fride (Wolbrandt) |
| Saxofon              | Johannes Pappert      | Johannes Pappert      | Johannes Pappert      | Johannes Pappert      | Johannes Pappert             | Johannes Pappert      |                       |                 |                 |                     |                   |                 |                       |                             |                       |                       |                       |                       |                                    |                        |                       |                       |                                 |                       |                       |
| Keyboard             |                       |                       |                       |                       | Ingo Bischof                 | Ingo Bischof          | Ingo Bischof          | Ingo Bischof    | Ingo Bischof    | Ingo Bischof        | Ingo Bischof      | Ingo Bischof    |                       |                             |                       | Ingo Bischof          | Ingo Bischof          | Ingo Bischof          | Ingo Bischof                       | Ingo Bischof           |                       |                       |                                 |                       |                       |
| Schlagzeug           |                       |                       |                       |                       |                              |                       |                       | Udo Dahmen      | Udo Dahmen      | Udo Dahmen          |                   |                 |                       |                             |                       |                       | Udo Dahmen            |                       |                                    |                        |                       |                       |                                 |                       |                       |
| Schlagzeug           |                       |                       |                       |                       |                              |                       |                       |                 |                 |                     | Gerry Brown       | Gerry Brown     |                       |                             |                       |                       | Gerry Brown           |                       |                                    |                        |                       |                       |                                 |                       |                       |
| E-Gitarre            |                       |                       |                       |                       |                              |                       |                       |                 |                 |                     |                   | Eef Albers      |                       |                             |                       |                       | Eef Albers            |                       |                                    |                        |                       |                       |                                 |                       |                       |
| Keyboard             |                       |                       |                       |                       |                              |                       |                       |                 |                 |                     |                   | Mark McMillen   |                       |                             |                       |                       | Mark McMillen         |                       |                                    |                        |                       |                       |                                 |                       |                       |
| Trompete, Keyboard   |                       |                       |                       |                       |                              |                       |                       |                 |                 |                     |                   |                 | Joo Kraus             | Joo Kraus                   | Joo Kraus             |                       | Joo Kraus             |                       |                                    |                        |                       |                       |                                 |                       |                       |

## Diskografie
- 1972: Kraan
- 1973: Wintrup
- 1974: Andy Nogger
- 1975: Kraan Live
- 1975: Let It Out
- 1977: Wiederhören
- 1977: Kraan Starportrait (Best of)
- 1978: Flyday
- 1980: Tournee
- 1982: Nachtfahrt
- 1982: Wintruper Echo/Faust 2000 (Single)
- 1983: X und 2 Schall-Platten (Best of)
- 1983: 2 Schall-Platten (Best of)
- 1988: Kraan Live 88
- 1989: Dancing in the Shade
- 1991: Soul of Stone
- 1998: The Famous Years Compiled (Best of)
- 2001: Live 2001
- 2001: Berliner Ring
- 2003: Through
- 2007: Psychedelic Man und Psychedelic Man Special Edition mit DVD Live at Finkenbach Festival 2005
- 2010: Diamonds
- 2017: Live at Finkenbach Festival 2005
- 2018: The Trio Years (CD und Doppel-LP)
- 2019: The Trio Years - Zugabe!
- 2020: Sandglass
- 2023: Porta Westfalica 1975
- 2023: Zoup
- 2025: Aladin Tapes 1980